# Военно-морские силы Киликийской Армении
Военно-морские силы Киликийской Армении (арм. Կիլիկյան Հայաստանի ռազմածովային ուժեր) — один из видов вооружённых сил Киликийского армянского царства, существовавшего в 1080 — 1375 годах. Верховным главнокомандующим всех вооруженных сил страны, в том числе военно-морских, был царь. Главнокомандующим войсками был спарапет — гундстабль.

## История
Киликийская Армения располагала собственным военно-торговым флотом, в котором служили армянские моряки. Армянские купцы были также судовладельцами, занимались мореплаванием и заморской торговлей. Кораблестроение в стране получило широкое распространение.
Армения постоянно соперничала с Генуей и Венецией за господство на морях, что часто перерастало в войны. Войны эти довольно часто имела своим театром территориальные воды Киликийской Армении и её побережье. Армянские и иностранные хронисты-очевидцы событий (Сануто, Дандоло, генуэзский аноним, Хетум и другие) сообщают многочисленные эпизоды этой долгой борьбы, имевшей место в водах Киликии, её портах и на побережье.

### Борьба против пиратства
Как государство, сильно заинтересованное в развитии международного мореплавания и морской торговли, Киликийская Армения всегда активно боролась с морским разбоем, внося тем самым немалый вклад в устранение помех для свободного и беспрепятственного мореплавания, в утверждение принципа открытого моря.
Исходя из того, что правители всех стран должны не только отказывать пиратам в защите, но и активно бороться с ними, уже первый царь Киликийского армянского государства Левон II повел решительную борьбу против них. В литературе имеется даже указание, что он лично преследовал пиратов в открытом море.
Киракос Гандзакеци сообщает о морском сражении, которое произошло при возвращении Левона II с Кипра, когда эскадра армянских военных кораблей под личным командованием царя разгромила подстерегавший его в засаде флот — «многочисленные корабли» своих врагов, взяв на абордаж и потопив корабль командующего этой экспедиции, обратив в бегство остальные корабли.